# 火花点火内燃機関
火花点火内燃機関（ひばなてんかないねんきかん）とは、燃焼室内の点火プラグの発する火花により燃料に点火する容積型内燃機関の一種である。燃料はオクタン価が高いものが適している。

## 歴史
1860年、フランスのジャン＝ジョゼフ・エティエンヌ・ルノアールがガスを燃料にした火花点火2ストローク機関の実用化に成功。初の火花点火内燃機関である。
1863年、ルノワールはさらに水素を燃料とした4ストローク機関を発明。
1876年にドイツのニコラス・オットーがルノワールのエンジンを発展させ、より熱効率の高いガス式4ストローク機関を開発。
1885年、ドイツのゴットリープ・ダイムラーがオットーのエンジンをさらに改良してガソリンを燃料にしたエンジンを開発。ほぼ同時期にカール・ベンツも独自にガソリンエンジンを開発した。両者は1886年に各々開発したエンジンで自動車を試作している。

## 分類

### 理論サイクル
- オットーサイクル - 等容サイクル
- アトキンソンサイクル - 独自機構(上死点・下死点の位置が2回転周期で変動する)による高膨張比サイクル
- ミラーサイクル - 吸気弁の閉じ時期の独自設定(早閉じまたは遅閉じ)による高膨張比サイクル

### サイクルストローク数
- 2ストローク1サイクル - 2ストローク機関
- 4ストローク1サイクル - 4ストローク機関
- 6ストローク1サイクル - 6ストローク機関

### 燃料
※ 主に自動車に関して例示する。
- ガソリン - ガソリンエンジン
- 灯油/ケロシン - 石油発動機・石油自動車
- バイオマスエタノール - エタノール自動車
- アルコール燃料 - メタノール自動車
- 液化石油ガス - LPG自動車
- 天然ガス - CNG自動車
- 合成ガス - 木炭ガスエンジン・木炭車・代燃車（鉄道車両）
- 水素 - 水素燃料エンジン・水素ロータリーエンジン・水素自動車
- バイフューエル - 軽油とガソリン・LPGとガソリン・CNGとガソリン・水素とガソリン

### 機構
- レシプロエンジン (ピストンエンジン)
- ロータリーエンジン (ヴァンケルエンジン)